# 张村墓葬群
张村墓葬群，位于山西省运城市盐湖区北相镇张村南，是中华人民共和国山西省文物保护单位之一。
2004年6月10日，授予山西省文物保护单位，是一座古墓葬。